# Изембек
Изембек (англ. Izembek National Wildlife Refuge) — национальный резерват дикой природы США, расположенный на территории боро Восточные Алеутские острова (Аляска) и наименьший резерват в штате Аляска.
Создан 2 декабря 1980 года. Площадь — 1 270 км².

## Описание
Администрация резервата расположена в городе Колд-Бей. Национальный резерват дикой природы Изембек был создан 2 декабря 1980 года природоохранным законом Alaska National Interest Lands Conservation Act. 18 декабря 1986 года водно-болотные угодья резервата стали первыми в США водно-болотными угодьями международного значения согласно Рамсарской конвенции. В 2001 году резерват является орнитологической территорией международного значения согласно Американской службе охраны птиц (American Bird Conservancy).
Резерват включает участок на севере западной оконечности полуострова Аляска и прилегающую севернее акваторию (лагуну Изембек Берингово море). Наиболее удобный способ добраться — авиационныйː гражданский аэропорт Колд-Бей.
Экосистемы резервата (заболоченные участки, прибрежные лагуны) являются местами гнездования и миграции водоплавающих птиц между субарктическими и арктическими местами их размножения.